# Heta Norros
Heta Elina Norros, född 7 mars 1929 i Helsingfors, död där 4 februari 2016, var en finländsk grafiker. Hon är mor till Visa Norros.
Norros studerade 1946–1947 vid Fria konstskolan, 1947–1948 vid Centralskolan för konstflit, 1948–1950 vid Finlands konstakademis skola och 1971–1976 vid Aukusti Tuhkas skola samt ställde ut första gången 1979. Hon har blivit känd för sin förfinade metallgrafik i färg, gjord efter skisser i gouacheteknik med motiv vanligen hämtade från naturen. Hon har varit en pionjär inom elektrografiken (copy art) – som utförs med en vanlig kopieringsmaskin – i Norden och bland annat deltagit i världens första biennal för elektrografik i Barcelona 1985. Hon har verkat som lärare i grafik vid konstskolan Maa sedan 1989 och Konstindustriella högskolan sedan 1989.